# 劳里·坦纳
劳里·坦纳（芬蘭語：Lauri Tanner，1890年11月20日—1950年7月11日），芬兰男子竞技体操运动员。他曾代表芬兰获得1912年夏季奥运会体操比赛男子团体自由式银牌。他在该届奥运会也参加了足球比赛。